# Serra de Maranguape
Serra de Maranguape är ett berg i Brasilien.   Det ligger i kommunen Maranguape och delstaten Ceará, i den östra delen av landet, 1 700 km nordost om huvudstaden Brasília. Toppen på Serra de Maranguape är 876 meter över havet, eller 17 meter över den omgivande terrängen. Bredden vid basen är 0,21 km.
Terrängen runt Serra de Maranguape är kuperad åt sydost, men åt nordväst är den platt. Runt Serra de Maranguape är det mycket tätbefolkat, med 1 463 invånare per kvadratkilometer.. Närmaste större samhälle är Maracanaú, 11,1 km öster om Serra de Maranguape. 
Omgivningarna runt Serra de Maranguape är huvudsakligen savann.